# Aconcagua (rescate heroico)
Aconcagua (rescate heroico) es una película filmada en colores de Argentina dirigida por Leo Fleider sobre el guion de Norberto Aroldi según la idea original de Olga Casares Pearson que se estrenó el 18 de junio de 1964 y que tuvo como protagonistas a Tito Alonso, Enrique Kossi, Elisa Christian Galvé, Selva Alemán y Héctor Pellegrini.

## Sinopsis
Los conflictos personales en integrantes de un destacamento militar de montaña y una operación de rescate que impacta en sus vidas.

## Reparto
- Tito Alonso
- Enrique Kossi
- Elisa Christian Galvé
- Selva Alemán
- Héctor Pellegrini
- Alberto Ruschell
- Enrique Talión
- Eduardo Carlos Hoiak

## Comentarios
Antonio A. Salgado dijo en Tiempo de Cine:

”La anécdota cuenta el compañerismo entre los militares, el amor de uno hacia una mujer, el amor de varios hacia las mujeres en general, la misoginia de algún otro…El libreto, por un lado, puntualiza relaciones individuales que deberán subrayar la abnegación de una vida dedicada a los demás, y, por otro, describe semidocumentalmente la vida del soldado. El film es más eficaz en este … porque la puesta en escena de Fleider intercala allí pormenores significativos: los amables alpinistas del principio enloquecidos al final, etc., de tal modo que la lucha en la montaña parece efectivamente terrible….Como trabajo de dirección son menos convincentes los conflictos sicológicos, aunque en ellos pueda estar la parte profunda del argumento, y aunque en momentos lleguen a conmover, pues están expresados en diálogos informativos que lo dicen todo…Algunos recursos melodramáticos -ceguera de Alonso- y el fácil simbolismo -música de Beethoven para definir una personalidad- son defectos del inconsistente asunto. Hay, además, saltos en la narración que dejan escenas inconclusas. Técnicamente, lo mejor es la fotografía en colores (de Ignacio Souto), muy nítida. En la carrera de Leo Fleider este film número quince trata de tener una inquietud expresiva, lo cual es algo. Los buenos propósitos y la buena actuación de Tito Alonso y el elenco apenas sobreviven entre las fallas del libreto.”

Por su parte, Manrupe y Portela escriben:

”Melodrama del que sólo se rescata la excelente fotografía color.”